# Andreas Lackner (Bildschnitzer)
Andreas Lackner (* vor 1490 in Nürnberg; † 1545 in Hallein) war ein österreichischer Bildschnitzer der Donauschule, der von etwa 1517 bis zu seinem Tod 1545 seine Hauptwerkstatt in Leoben hatte, im Jahr 1518 aber auch nachweislich in Hallein und Abtenau tätig war.

## Leben
Der einzig archivalische Beleg zu Lackner bildet eine kurze Notiz im sogenannten Lichtpfennigbuch von Abtenau, die ein anonymer Schreiber um das Jahr 1600 auf das letzte Blatt des Manuskripts notierte. Sie weist lediglich auf seine Autorenschaft am Altar hin sowie seine Herkunft aus Hallein und gibt die ehemalige Inschrift wieder.
Die stilistischen Ähnlichkeiten zu Werken des Landshuter Meisters Hans Leinberger – besonders im Vergleich zu dessen charakteristischem Gewandstil – lässt eine Schulung oder eine Mitarbeit in Leinbergers Werkstatt vermuten.

## Werk

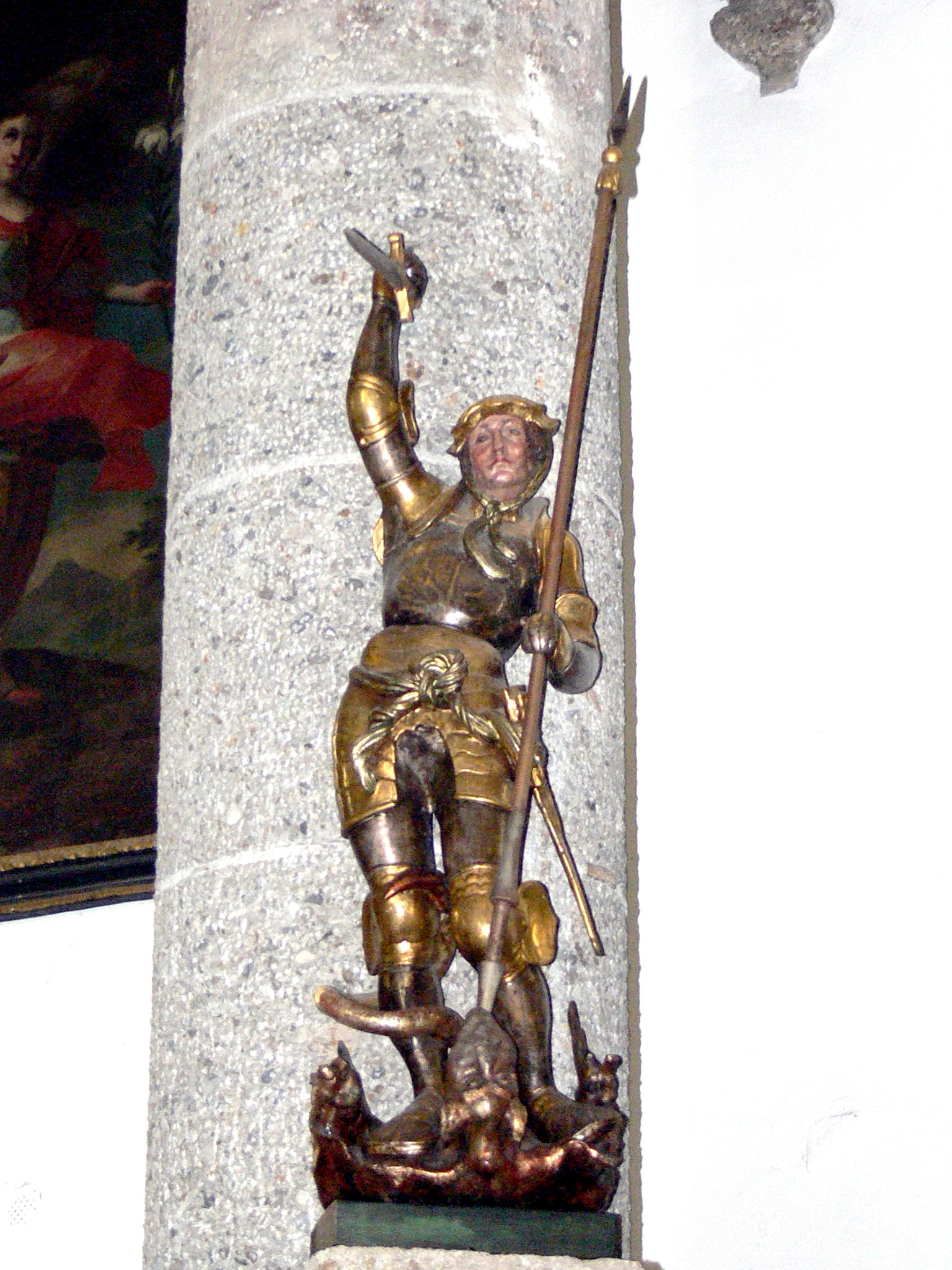
Hl. Georg (Schreinwächter)
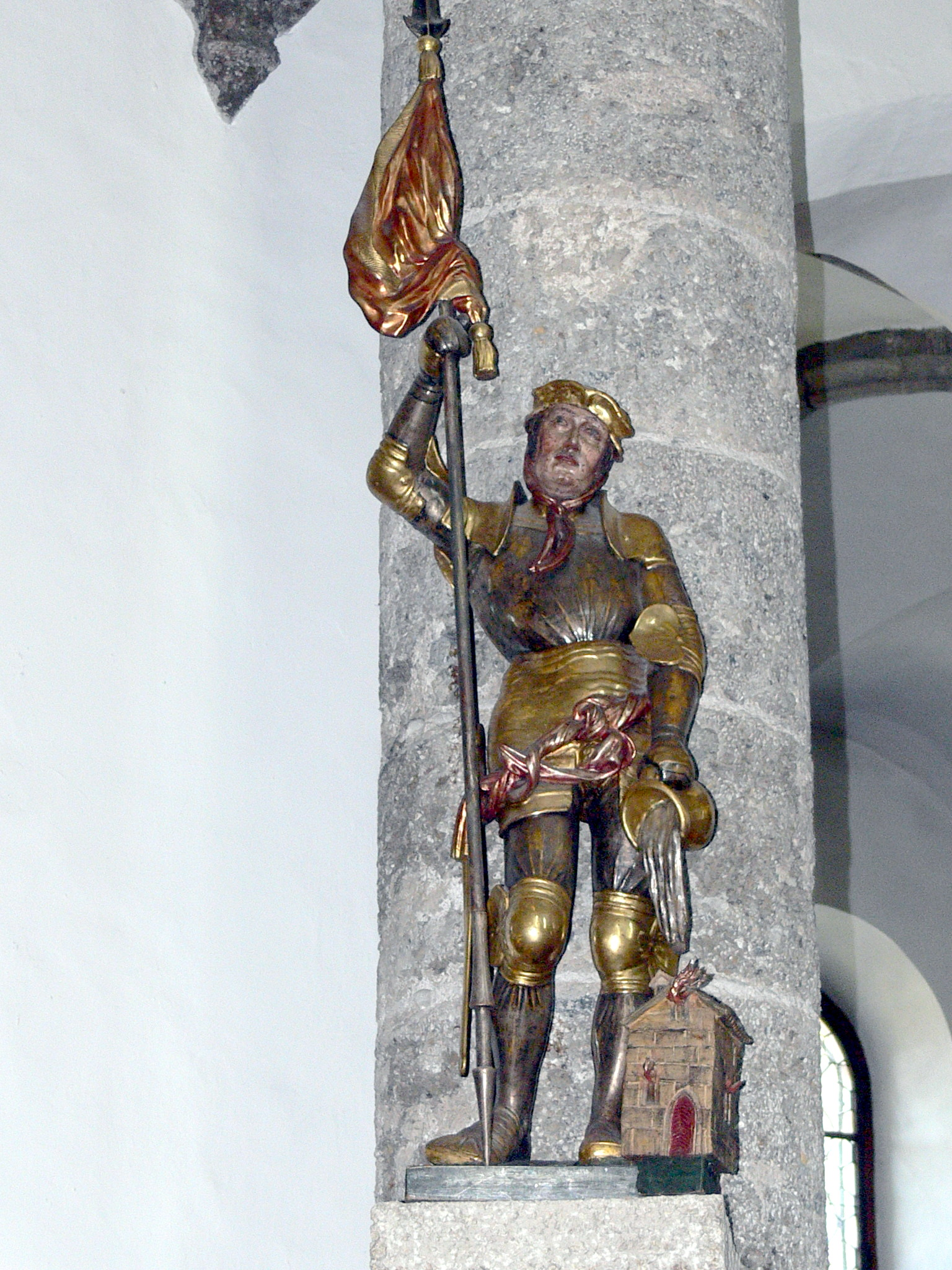
Hl. Florian (Schreinwächter)

In den Abtenauer Reliefs erkennt man Lackners Auseinandersetzung mit Grafiken Albrecht Altdorfers. Bei Lackners Reliefs wurden nur Details, nicht aber Gesamtkompositionen übernommen. Der Umhang mit Fransenborte im Pfingstrelief nimmt beispielsweise Anleihe am byzantinischen Madonnentypus, der besonders im 16. Jahrhundert im süddeutschen Raum weite Verbreitung fand.
Die Unterscheidung von mehreren Händen an einem Kunstwerk, wie beim Altar der Pfarrkirche Abtenau, ergibt sich durch die gängige Vorgehensweise innerhalb damaliger Werkstattkollektive. Daher schreibt man in der kunsthistorischen Forschung verschiedenste Werke von unterschiedlicher Qualität Lackner und seiner Werkstatt zu:
- Thronender Hl. Blasius, 1518, ehemals Hochaltar Pfarrkirche Abtenau, heute Belvedere, Wien, Inv.-Nr. 4888/1
- Hl. Ruprecht, ehemals Hochaltar Pfarrkirche Abtenau, heute Belvedere, Wien, Inv.-Nr. 4888/2
- H. Maximilian, ehemals Hochaltar Pfarrkirche Abtenau, heute Belvedere, Wien, Inv.-Nr. 4888/3
- Hl. Bendikt, Relief, Kunsthistorisches Museum, Wien, Inv.-Nr. KK 9984
- Andreas Lackner Werkstatt, Kreuzauffindung, Relief, Stift Nonnberg, Salzburg
- Andreas Lackner Werkstatt, Katharinenvermählung, Schreinrelief eines Altars, 1522, Stift Nonnberg, Salzburg